# Unitat Mèdica Educativa

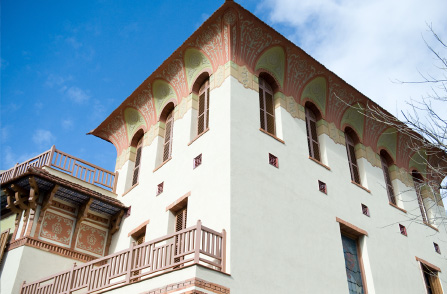
Unitat Mèdica Educativa (UME), Centre l'Alba. Creada el 1991

La Unitat Mèdica Educativa (o més coneguda com a UME), és un recurs tant educatiu com terapèutic destinat a l'atenció dels infants, adolescents i adults que presenten característiques i necessitats diferents respecte a la resta de persones i, que són atesos en altres centres o recursos ordinaris. Aquestes persones necessiten una assistència en salut mental i solen presentar trastorns de conducta i de la personalitat.
La UME compta amb tecnologia d'avantguarda per oferir serveis en diferents àrees de la salut, comptant amb les següents especialitats: Clínica Mèdica, Cirurgia General, Traumatologia, Pediatria, Cardiologia, Oftalmologia, Cinesiologia, Ginecologia, Nutrició, Psicologia, Psiquiatria, Urologia, Odontologia i Neurologia.
Segons Stanley i Laugharne (2018) a la seva recerca, manifesten que les persones que presenten problemes en salut mental, acostumen a mostrar uns paràmetres respecte a la salut física molt inferiors dels quals presenten la resta de la població. Aquest article està basat en individus que tenen 72 anys però, podem fer una relació de quines seran les expectatives dels infants i joves en un futur. Al realitzar una estadística, van poder comparar els resultats dels pacients respecte a les primeres setmanes de les últimes i aquests, van ser totalment positius, ja que es va veure una millora pel que fa a l'habilitat tant de força com d'agilitat i el seu ritme cardíac, va disminuir.
Hassanzadeh, Rezaei, Khazaei Noroozi, Jahangiry (2018), van elaborar diferents estudis sobre quines eren les causes que produïen problemes de salut mental en els i les adolescents. Podem veure que hi ha diferents estudis sobre diferents regions o països. Aquest estudi es realitza a adolescents que es troben entre els 13 i 17 anys, on es pretén avaluar els problemes de salut mental i la seva associació amb problemes relacionats amb la família. Afirma que els joves, tenen una predisposició a patir diferents trastorns però que el problema de salut mental, pot ser ocasionat per problemes emocionals, de comportament, amb els companys, familiars i de compatibilitat. A l'inici, proposa que s'ha de fer front a aquests problemes al més aviat possible per tal que aquests joves, puguin reduir tots els seus compromisos i millorin el seu rendiment per arribar a l'edat adulta. El qüestionari de fortaleses i debilitats, va ser l'eina que es va utilitzar per poder realitzar l'estudi, ja que és la que empren la majoria de països per detectar psicopatologies en infants i adolescents. Els resultats van mostrar que un 22,4% d'alumnes, estava en risc alt de patir problemes i que un 17,8%, estava al límit de patir problemes de salut mental, sobretot les noies.
Hope, Pearce, Deighton, Maika, entre d'altres (2018), elaboraren una recerca on confirma que els problemes de salut mental durant la infància són comuns però, poden estendre's fins a l'edat adulta, provocant greus dificultats en la salut física, l'educació, el treball i el domini social. A partir d'una enquesta duta a terme al Regne Unit, es va poder observar com un 10% dels infants que es trobaven entre els 5 i 16 anys, presentaven problemes de salut mental. L'angoixa materna és un dels factors que prediu els problemes de salut mental tant en infants com adolescents i, tal com hem dit anteriorment, aquests, s'ocasionaran en edat adulta.
D'altra banda, podem definir la UME, com un equipament que dona resposta als problemes sorgits tant en l'etapa de latència (entre els 7 i 8 anys), com en l'etapa de l'adolescència (entre els 12 i 13 anys).
Francesc Puntí, psicoterapeuta de la Unitat Médico Educativa de la Institució Balmes, va exposar algunes de les reflexions a partir de la seva experiència. La seva reflexió parteix d'aquests infants i joves que es troben en aquest centre i afirma, que estan totalment exclosos segons el que diu la Convenció Internacional dels Drets dels Infants del 1989. El 1993, era un lloc o centre on anaven infants i adolescents que no pertanyien a cap lloc. Ho relaciona amb una metàfora "Conjunt d'elements que no pertanyen a cap lloc". A partir d'aquests moments, es va constituir com un espai en exclusió interna que pertanyia a sistemes educatius, sanitaris i socials, i que acollia als qui rebutjaven els sistemes mencionats anteriorment.
Tal com hem dit anteriorment, la UME, tracta amb infants i adolescents; però aquest tracte, és diferent segons el trastorn o problemàtica que afecta els infants i als i les adolescents.
Aquesta població té especials dificultats per adaptar-se al món sanitari, escolar i social en totes les seves formes, la qual cosa provoca un gran sentiment de marginació i d'exclusió.

## Història
La UME, va sorgir amb la finalitat de crear un lloc de no exclusió per totes aquestes persones i per promoure un horitzó de futur, és a dir, donar l'oportunitat a infants, adolescents i adults amb aquests tipus de dificultats, a actuar de la mateixa manera i a tenir una vida normal com les altres persones, en els àmbits social, educatiu i laboral. D'aquesta manera, es potencia que totes les persones siguin iguals les unes de les altres dins les seves capacitats sense excloure a ningú.
En l'actualitat, trobem diferents centres dins de Catalunya que inclouen aquesta Unitat Mèdica Educativa com és el cas del Centre l'Alba i la Institució Balmes. Fora de l'Estat espanyol, trobem una universitat a Argentina que també la inclou (Universitat UNCAus).

## Centres que inclouen la UME a Catalunya
A Catalunya, trobem dues Unitats Mèdiques educatives, la primera que va sorgir va ser el Centre l'Alba i la segona, la Institució Balmes.

### Institució Balmes
Aquest recurs va sorgir fa 14 anys i al principi, només atenia a 5 alumnes però actualment, la demanda ha augmentat fins a 25 alumnes. Aquests i aquestes, es troben en edats compreses entre 12 i 16 anys i presenten problemes associats al trastorn de conducta, generant conflictes en els àmbits sanitaris, educatius i socials en els quals participen. Aquest servei ha anat modificant variacions en la seva manera d'actuar per la gran diversitat de diferències que presenten els subjectes. Tanmateix, presenta altres finalitats i formes d'organitzar-se durant l'etapa de l'adolescència.
Tal com podrem veure posteriorment als serveis que es dediquen a l'atenció d'aquests individus, la UME de la institució Balmes, estableix un conveni amb el Centre de Dia per a Adolescents.

#### Professionals que hi trobem
La UME, està formada per un equip interdisciplinari, és a dir, equip format per professionals independents i que tenen formació en diferents àmbits però treballen una àrea en concret. Pel que fa a les decisions, s'analitzen i es prenen amb tots els integrants del grup per tal d'arribar a un pla d'acció en comú.
D'una banda, està formada per professionals de l'àrea Educativa Psicopedagògica, on s'inclouen: mestres, tutors/es, educadors/es socials, professors/es especialistes i psicopedagogs/gues, i per l'altre, per professionals de l'àrea de Salut Mental, on podem trobar metges/esses, psicòlegs/gues, psiquiatres clínics, psicoterapeutes i la infermera psiquiàtrica.

#### Funció que exerceixen
Tots els professionals que hi treballen, compleixen moltes funcions però n'hi ha una que tots comparteixen i creuen que és la més important. Aquesta es basa a oferir als infants i adolescents l'oportunitat de participar en les activitats que es realitzen. Ells i elles, poden escollir que volen fer segons els seus interessos; alguns volen tenir coneixement sobre les coses, altres volen parlar, altres volen crear noves amistats i relacionar-se amb altres persones, etc.
El que es pretén aconseguir és que aquests individus, puguin explicar quina ha estat la causa del problema, és a dir, el perquè tenen aquest trastorn, com a sorgit; i, a partir d'aquí, continuar avançant en el seu procés de recuperació per tal de fomentar aquest interès perquè se segueixin formant.

### Centre l'Alba
En concret, el centre l'Alba, es va crear el 1978 per donar resposta a problemes mentals que presentaven els adolescents i infants afectats de psicosi infantil, autisme i disharmonies evolutives que apareixen a la primera infància. La UME, no va sorgir fins al 1991 i acull individus o pacients des dels 7 fins als 18 anys, que necessiten una assistència en Salut Mental i presenten necessitats educatives específiques. Els pacients que es troben en aquest centre, després del moment postcrisis, necessiten rebre una atenció integral en la qual tingui diferents punts de vista per part de diferents professionals. Des del punt medico-psiquiàtric, terapèutic i socioeducatiu.

#### Organització[10]
La UME del centre l'Alba, està formada per sis unitats i cadascuna d'elles, està ubicada en un espai o aula independent, les quals, estan coordinades per sis titulars d'aula, quatre educadors/es i un terapeuta ocupacional. Els professionals estan repartits amb l'objectiu de què es puguin fer agrupaments diversos i en cadascun d'aquests agrupaments, hi hagi més d'un professional. La finalitat principal és que es pugui oferir una atenció més individualitzada a aquests infants i adolescents.

##### Organització de les unitats
- La primera i la segona unitat (U1 i U2), corresponen a la unitat infantil on es dona una atenció més centrada en infants que es troben entre les edats compreses dels 7 als 8 i dels 11 als 12.
- La tercera, quarta, cinquena i sisena (U3, U4, U5 i U6), corresponen a la unitat d'adolescents i va des dels 12 o 13 anys fins als 18.

Cal dir, que tant la unitat que tracta més els infants com la que tracta més als adolescents, té en compte l'edat dels usuaris i els seus coneixements previs de cada matèria que es realitza per tal d'elaborar un currículum adequat i proper a les seves característiques i necessitats.

#### Serveis que trobem
Dins la UME, trobem diferents serveis específics que van dirigits a tots els usuaris als quals atenen.
1. Per començar, trobem l'Àrea Clínica, on es fa una reunió amb tot l'equip de professionals per analitzar les característiques d'aquell pacient. Malgrat això, també es realitza un tractament amb tota la família i de manera individual.
2. A continuació, trobem l'Àrea Pedagògica. Aquesta, se centra més en l'aprenentatge de l'infant on es treballa l'atenció individualitzada amb cada pacient mitjançant grups reduïts, la psicomotricitat en l'àmbit infantil i sobretot, s'intenta aconseguir una escolaritat compartida amb l'escola ordinària.
3. Finalment, trobem l'Àrea Social, que va dirigida a l'activitat d'oci que se'ls hi ofereix als infants. Dins d'aquest apartat, trobem els esplais, les sortides que poden fer, la participació en les festes populars, treballar les seves habilitats i capacitats participant en diferents representacions, plantar a l'hort, etc.

A part de les activitats que hem mencionat a l'Àrea Social, n'hi ha d'altres on els usuaris poden participar també de manera activa: 
- Per una banda, poden practicar diferents esports com fer natació, jugar a futbol o fer hípica.
- D'altra banda, es realitzen diversos tallers per aquells individus que en comptes de practicar esports, prefereixen fer treballs manuals. Dins d'aquests tallers, trobem: el de bijuteria, marroquineria, i les treballs manuals.
- I finalment, també es realitzen sortides de caràcter lúdic i activitats sociopedagògiques, que ajuden a millorar el seu desenvolupament i per tant, els permeten adquirir més coneixements. Una de les activitats que van realitzar, va ser la conducció de ciclomotors on s'incloïa teoria i pràctica.

## Centres que inclouen la UME fora de Catalunya
A Argentina, disposen d'una Unitat Mèdica Educativa a la Universitat (la Universitat Nacional del Chaco Austral) on el seu objectiu principal és donar respostes per la prevenció i promoció de la salut de la regió. És una unitat que està equipada amb equipament d'última generació i compta amb professionals de reconeguda trajectòria, que conforma el recurs humà d'aquest establiment sanitari.
Els serveis brindats per la Unitat Mèdica Educativa UNCAus, seran gaudits per tots aquells alumnes que es trobin cursant una o més carreres a la Universitat de manera presencial i/o virtual en forma activa i regular. També s'inclouran aquells estudiants que no compten amb obra social i que anteriorment, van acudir a la secretaria de Benestar Estudiantil on accedeixen als següents serveis de manera gratuïta com a part d'una assistència programada.
1. Consulta amb el metge clínic designat per la UME trimestralment, mitjançant torns programats.
2. Consulta amb el metge clínic especialista designat per la UME anualment. Consulta amb el traumatòleg, anualment o amb major freqüència davant la lesió sorgida de la pràctica esportiva/acadèmica universitària. Consulta ginecològica anual. Consulta anual amb el cirurgià, cardiòleg, nutricionista i altres especialitats presents amb prèvia derivació.
3. Consulta amb odontòleg, trimestralment, amb radiografia anual. Exclou ortodòncia, arranjaments, tractament de conducta, pròtesi i extraccions. Els inputs estaran a càrrec de l'estudiant.
4. Laboratori de rutina anual (hemograma, ionograma, coagulo grama, glucèmia, urea, creatinina, hepatagrama, perfil lipídic, orina completa). No inclou laboratori d'alta complexitat (hormones i enzims).
5. RX tòrax, anual.
6. ECG i avaluació cardiològica que habilita a la realització de pràctiques esportives de competició anualment.
7. Cinesiologia: 10 sessions trimestrals.
8. Ecografia anual.

## Característiques que presenten els infants i els i les adolescents
Tot seguit, podrem veure algunes de les característiques que presenten aquests adolescents: 
- Conducta violenta: sorgeix com a resposta de passar per una situació que comporta un malestar molt dens el qual, l'adolescent el manifesta amb el que s'anomena una situació d'angoixa. La resposta que es dona davant d'aquest fet sobtat, presenta quatre característiques bàsiques:

1. La marxa o desaparició (fuga): actua de manera passiva en el sentit que no vol parlar del problema ni buscar-hi una solució. Per desgràcia, no hi ha cap mètode per fer-hi front.
2. Culpa als altres del seu estat: és a dir, dona la culpa als altres que ell estigui d'aquesta manera, ja que li crea angoixa les normes, lleis i obligacions que se li imposa.
3. Rebutja aquesta angoixa exercint conductes violentes.
4. Es nega a participar en diferents activitats i tasques proposades.

- Afectació de les diferents capacitats cognitives i d'inserció, com per exemple: aprendre diferents continguts culturals.
- Forts desfasaments als nivells escolars que haurien de correspondre d'acord amb la seva edat cronològica.
- Disminució de les possibilitats en diferents nivells o àrees que pertanyen al currículum i que els correspondria en funció de la seva edat.
- Retard escolar a causa d'aquestes discapacitats cognitives.
- Tal com hem mencionat a una de les característiques superiors, el més importat per ells és fugir de la situació, factor que impedeix que es dugui a terme aquest aprenentatge. De totes maneres, no sempre serà impossible.
- No mostren interès al moment de realitzar activitats per molt que sigui una d'aquelles activitats que realment volen i estiguin disposats a fer.
- Tenen entre 2 i 4 vegades més probabilitats de patir un trastorn per dèficit d'atenció o fins i tot, hiperactivitat.
- Segons Buyle-Bodin, Amad, Medjkane, Bourion Bedes, Thomas i Fovet (2018),[12] més del 43% dels pacients, són hospitalitzats després de realitzar un acte agressiu o si mostren signes de suïcidi.
- Grans dificultats a la vida sobretot pel que fa als infants, ja que hi ha una gran falta d'establir llaços amb vincles interpersonals, familiars i socials.
- Transgressió de les regles i normes que els són imposades per tal de garantir una bona convivència a la societat.
- Infants i adolescents els quals presenten un gran rebuig i expulsions per part de la societat, en concret, de les persones que tenen al seu voltant i són les més properes.

## Trastorns dels infants i adolescents
Pel que fa a la UME basada en l'àmbit infantil, solem trobar infants que presenten: 
- Trastorns adaptatius de la conducta: el trastorn adaptatiu és un fenomen produït per la falta d'adaptació i uns símptomes que estan relacionats amb l'estrès; la qual cosa, no s'eliminen fins que aquest no disminueixi. Normalment, es dona 3 mesos després. Hi ha una infinitat de trastorns adaptatius, però aquest en concret es basa en una conducta que afecta o interfereix a les normes socials o a la vida dels altres (baralles). No obstant això, podem trobar infants o adolescents que presentin aquest tipus de trastorn unit amb el nivell emocional. Llavors estaríem parlant que es produeix quan es barregen característiques afectives i conductuals amb símptomes emocionals mixtes.[13]

- Alguns quadres evolutius de configuració psicòtica

Quant a la UME d'adolescents, hi solem trobar joves amb trastorns de la personalitat. D'altra banda, també solen presentar conductes violentes que s'originen com a resposta de fer front a un malestar molt dens el qual, sorgeix de manera inesperada i es coneix amb el nom d'angoixa. L'autor Theodore Millon, va elaborar una proposta sobre els trastorns de la personalitat on ens exposa les idees i en què ens hem de basar per entendre la personalitat del jove o adolescent. Aquests, poden ser: 
- De límits de la personalitat: les persones que pateixen aquest tipus de trastorn, mostren dificultats per expressar les seves emocions, són impulsives i inestables quant a les seves relacions interpersonals. Aquestes persones solen autolesionar-se o en vàries ocasions, produeixen intents de suïcidi. Els símptomes que inclou aquest trastorn, poden ser diferenciats però un dels més essencials és que se senten malament amb elles mateixes, la qual cosa afecta el seu estat d'ànim. De la mateixa manera, li donen molta importància a l'opinió que tinguin els altres. En aquest article, podem veure que es va fer un estudi relacionant les característiques de les persones amb aquest tipus de trastorn amb la utilització del tractament durant 2 anys.[15]
- De tipus esquizoide: Eugen Bleuler,[16] va ser el primer que va utilitzar aquest concepte i el va definir com una tendència psicològica general que és inherent a totes les persones, saber dirigir la seva atenció des del món extern a l'intern. L'esquizoide es caracteritza per ser un tret característic de la personalitat premòrbida, que una persona predisposada a l'esquizofrènia, té més probabilitat de patir autisme.
- Caracterials o psicopàtics: la psicopatia, és un trastorn que predomina en els homes. Glenn[17] en la seva recerca, parla dels homes delinqüents que presenten trastorns psicopàtics i reflecteix que són els responsables d'una gran quantitat de delictes que es generen en aquesta societat. Per altra banda, descriu els individus que mostren nivells molt elevats quant a la variació de les seves característiques i, que tenen més probabilitats d'estar a la presó. Les persones que pateixen aquest trastorn, presenten una sèrie de característiques vistes des d'un punt de vista negatiu: són egocèntriques, molt manipulatives, mostren falta d'empatia, insensibles, impulsives i irresponsables. No obstant, per molt que s'origini en l'adolescència, el fet de ser insensible o no emocional, pot donar-se també en la infantesa.
- Trastorn obsessiu-compulsiu:[18] trastorn prevalent que es troba en 1 de 40 persones. Principalment, es caracteritza per pensaments, imatges, obsessions o impulsos no desitjats que provoquen malestar o angoixa i, provoquen una reducció temporal de l'ansietat.

Tot i que els trastorns de la personalitat, solen identificar-se en edat adulta, poden originar-se en l'adolescència i tenir una continuïtat en edat adulta.

## Serveis dedicats a la seva atenció a Catalunya
Trobem diferents àmbits: 
- Àmbit sanitari: Dins l'àmbit sanitari, trobem diferents centres o institucions destinats a aquests infants i/o adolescents: 
  - CSMIJ: (Centre de Salut Mental Infantil i Juvenil): atenen a pacients fins a 18 anys amb trastorns mentals en qualsevol de les etapes evolutives de la malaltia.
  - Hospital Sant Joan de Déu
  - UCA: (Unitat de Continuïtat Assistencial): dirigida a adolescents amb necessitats assistencials després de l'alta, tant sanitàries com socials. És un ingrés parcial que va de dilluns a divendres amb diferents recursos terapèutics en el qual, els individus, hi van pel seu propi compte. És a dir, viuen al domicili particular.
  - HDA: (Hospital de Dia per a Adolescents) atenen a pacients entre 12 i 18 anys amb trastorns mentals greus i amb dificultats per dur a terme activitats i relacions adequades al seu moment evolutiu.
- Àmbit social:
  - Serveis Socials de Base: són serveis que estan formats per un equip multidisciplinari destinat a tractar tota mena de necessitats, ja sigui a escala d'atenció individual, familiar i col·lectiva. No obstant, treballen amb altres entitats i associacions relacionades amb l'atenció social. L'objectiu principal és evitar l'exclusió i fomentar nous llaços de cohesió.
  - DGAIA: (Direcció General d'Atenció a la Infància i l'Adolescència): l'objectiu principal és promoure el benestar tant de la infància com l'adolescència en alt risc de marginació social, per tal d'afavorir al seu desenvolupament personal.
  - EAIA: (Equip d'Atenció a la Infància i Adolescència): són equips de professionals psicopedagògics de l'àmbit social, que estan distribuïts per territoris o municipis. La seva funció principal és valorar la situació, actuar i donar-li atenció a l'infant que es troba en risc de desemparament.
  - Serveis de justícia juvenil:[19] aquesta institució s'encarrega d'estar pendent de què els adolescents que es troben entre 14 i 18 anys, realitzin les accions que se'ls hi ha imposat en l'ordenament jurídic.
- Àmbit educatiu:
  - INS: (Institut d'Educació Secundària): centres educatius de titularitat pública on s'imparteixen estudis obligatoris fins als 16 anys i no obligatoris fins als 18.
  - EAP: (Equip d'Assessorament i Orientació Psicopedagògica): està format per un equip multidisciplinari format per psicòlegs, pedagogs, treballadors socials, educadors socials i fisioterapeutes, i orientat a infants amb NESE (Necessitats Específiques de Suport Educatiu).[20]